# ئی‌ام‌دی جی‌پی۴۰-۲
ئی‌ام‌دی جی‌پی۴۰–۲ (انگلیسی: EMD GP40-2) یک لوکوموتیو دیزلی ساخت شرکت جنرال موتورز دیزل و الکترو-موتیو دیویژن بوده است.
این لوکوموتیو که مابین سال‌های ۱۹۷۲ تا ۱۹۸۶ تولید می‌شده دارای ۱۶ سیلندر و ۳۰۰۰ اسب بخار بوده است.